# Alexander Bugge
Alexander Bugge, född den 30 december 1870 i Kristiania (nuvarande Oslo), död den 24 december 1929, var norsk historiker, son till  Sophus Bugge.
Bugge blev student 1889, tog 1893 lärarexamen samt blev 1899 filosofie doktor på avhandlingen Studier over de norske byers selvstyre og handel, som utgavs av den norska historiska föreningen. År 1903 blev han professor i historia efter Gustav Storm. Han tog 1912 avsked från professuren.
Bugge författade Handelen mellem Norge og England indtil begyndeisen af det 15:e aarhundrede (i Hist. tidsskr., 1896), Vikingerne (1904, 2:a samlingen 1906), en samling essayer, och Vesterlandenes indflydelse paa nordboerne, især nordmændene, i vikingtiden (i "Skrifter udgivne af videnskabsselskabey i Christiania", 1905), samt utgav Henrik Kalteisens kopiebog (1899). År 1905 var han sysselsatt med utgivandet av en irisk saga med engelsk översättning, The Victorious Career of Cellachan of Cashel. 
Bugge besökte i studieändamål de flesta europeiska länder. Han uppehöll sig längre tider på de brittiska öarna och i Rom, där han bland annat ombesörjde ett antal avskrifter för "Diplomatarium norvegicum"; sina reseintryck har han i populär form meddelat i tidningar och tidskrifter.  Han utgav vidare bland annat Altschwedische Filden (1913), de 2 första banden (1910-15), omfattande tiden till 1319, av "Norges historie fremstillet for det norske folk", och Illustreret verdenshistorie for hjemmet (1919-1929). Han skrev också Den norske trælasthandels historie, band 1 (1925).